# 안남로 (인천)
안남로(安南路)는 인천광역시 계양구 효성동 뉴서울아파트와 동수역을 잇는 도로로, 총 연장은 6.14km이다.

## 유래
이름이 유래된 것은 먼 옛날, 부평 일대에 안남도호부가 설치되었던 것을 전하기 위함이다.

## 역사
- 2009년 7월 6일 : 도로명으로 안남로를 고시

## 주요 경유지
- 부평구
  - 부평동 - 산곡동 - 청천동
- 계양구
  - 효성동

## 접촉하는 도로
- 경인로
- 동수북로
- 신촌로
- 경원대로
- 부흥로
- 원적로
- 길주로
- 세월천로
- 청중로
- 평천로
- 부평북로
- 청천마차로
- 아나지로
- 효서로
- 봉오대로
- 길마로